# 9-toons-toonladder
De 9-toons-toonladder is een systeem van toonladders van negen tonen, ontwikkeld door de van oorsprong Russische componist Aleksandr Tsjerepnin (1899-1977). De toonladder bestaat uit zes halve en drie hele toonafstanden. Dit in tegenstelling tot het meest gebruikte toonladdersysteem (het tonale systeem) waarin gebruikgemaakt wordt van zeven tonen, met twee halve en vijf hele toonafstanden. 
Een van de toonladders is opgebouwd met drie opeenvolgende tetrachorden met toonafstanden: 
½ - 1 - ½
Dit resulteert in een toonladder volgens het schema van toonafstanden:
½ - 1 - ½ - ½ - 1 - ½ - ½ - 1 - ½ -
Tsjerepnin componeerde van ongeveer 1925 tot 1932 op basis van die reeks. Het ziet er in schema en notenschrift als volgt uit met grondtoon C:  
In schema ten opzichte van het tonale systeem in de majeur-variant:

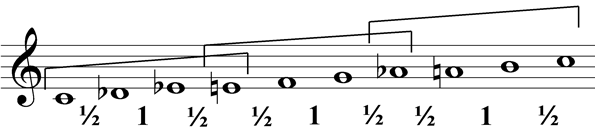
Tsjerepninvariant

| noten:  | C | Cis-Des | D | Dis-Es | E | F | Fis-Ges | G | Gis-As | A | Ais-Bes | B | C |
| Majeur  |   |         |   |        |   |   |         |   |        |   |         |   |   |
| 9-toons |   |         |   |        |   |   |         |   |        |   |         |   |   |
In notenschrift: